# Landon Liboiron
Landon Ryan Liboiron (Jenner, 10 marzo 1991) è un attore canadese.
È meglio conosciuto per il ruolo di Declan Coyne nel teen drama Degrassi: The Next Generation e per il ruolo di Josh Shannon nella serie tv Terra Nova.

## Biografia
Landon Liboiron è un giovane talento proveniente da Jenner (Alberta), una piccola comunità del Canada, figlio dell'artista Lorraine Mack Liboiron. Landon inoltre ha tre fratelli.
Prima che Landon prendesse parte al cast nella serie canadese Degrassi: The Next Generation, è apparso in alcuni film televisivi.
Nell'ottobre 2010 è stato annunciato che Landon Liboiron avrebbe partecipato nel ruolo di Josh Shannon nella serie televisiva Terra Nova.
Inoltre è uno dei protagonisti della serie tv horror/soprannaturale Hemlock Grove, nel quale interpreta un ragazzo gypsy in grado di trasformarsi in lupo mannaro.
Nel 2018 appare nel film Obbligo o verità in cui interpreta il ruolo di Carter/Sam, un ragazzo che coinvolge un gruppo di amici in vacanza nello spietato e diabolico gioco.

## Filmografia

### Attore

#### Cinema
- Broken House, regia di Larry Lynn - cortometraggio (2006)
- Moondance Alexander, regia di Michael Damian (2007)
- Guerra sporca (Passchendaele), regia di Paul Gross (2008)
- Run Rabbit Run, regia di Kate Twa (2008)
- Zombie Punch, regia di Silver Kim (2009)
- Daydream Nation, regia di Michael Goldbach (2010)
- Altitude, regia di Kaare Andrews (2010)
- The Howling: Reborn, regia di Joe Nimziki (2011) Uscito in home video
- Girl in Progress, regia di Patricia Riggen (2012)
- Love Written in Blood (2012)
- If You Ask Me To, regia di David Tenniswood - cortometraggio (2014)
- Il fuoco della giustizia (Forsaken), regia di Jon Cassar (2015)
- Burning Bodhi, regia di Matthew McDuffie (2015)
- Of Dogs and Men, regia di Avan Jogia - cortometraggio (2016)
- Obbligo o verità (Truth or Dare), regia di Jeff Wadlow (2018)
- Come True, regia di Anthony Scott Burns (2020)
- Hands that Bind, regia di Kyle Armstrong (2021)
- Door Mouse, regia di Avan Jogia (2022)

#### Televisione
- Crossroads: A Story of Forgiveness, regia di John Kent Harrison – film TV (2007)
- Don't Cry Now, regia di Jason Priestley – film TV (2007)
- The Virgin of Akron, Ohio – serie TV, 1 episodio (2007)
- The Dark Room, regia di Bruce McDonald – film TV (2007)
- Mayerthorpe, regia di Ken Girotti – film TV (2008)
- Flashpoint – serie TV, 1 episodio (2008)
- Easton Meets West (pilot) – serie TV (2009)
- Wild Roses – serie TV, 6 episodi (2009)
- Degrassi: Minis – serie TV, 6 episodi (2009)
- Degrassi: The Next Generation – serie TV, 67 episodi (2009-2011)
- The Rest of My Life, regia di Stefan Brogren – film TV (2010)
- Shattered – serie TV, 1 episodio (2011)
- Life Unexpected – serie TV, 4 episodi (2010-2011)
- R.L. Stine's the Haunting Hour – serie TV, 1 episodio (2011)
- Terra Nova – serie TV, 13 episodi (2011)
- Hemlock Grove – serie TV, 33 episodi (2013-2015)
- Gli ultimi adolescenti dell'apocalisse (Last Teenagers of the Apocalypse) – serie TV, 2 episodi (2016)
- Frontiera (Frontier) – serie TV2 episodi (2016-2018)

### Regista
- Theo - cortometraggio (2020)
- Soul of a Man, codiretto con Bill Skarsgård - cortometraggio (2022)

## Riconoscimenti
- 2008 – Alberta Film & Television Awards
  - Best Performance by an Alberta Actor per Mayerthorpe

- 2009 – Alberta Film & Television Awards
  - Best Performance by an Alberta Actor per Wild Roses

- 2017 – Canadian Screen Awards
  - Nomination  Best Performance by an Actor in a Continuing Leading Dramatic Role per Frontiera

## Doppiatori italiani
Nelle versioni in italiano delle opere in cui ha recitato, Landon Liboiron è stato doppiato da:
- Flavio Aquilone in Terra Nova, Frontiera
- Andrea Oldani in Hemlock Grove
- Alessandro Campaiola in Obbligo o verità
- Emiliano Coltorti in Life Unexpected
- Davide Perino in Degrassi: The Next Generation (st. 8-9)